# Hrabstwo Norfolk (Massachusetts)
Hrabstwo Norfolk (ang. Norfolk County) – hrabstwo w USA, w centralnej części stanu Massachusetts. W roku 2000 zamieszkiwane przez 650 308 mieszkańców. Centrum administracyjne (ang. county seat) hrabstwa mieści się w Dedham.

## Miasta
- Avon
- Bellingham
- Braintree
- Brookline
- Canton
- Cohasset
- Dedham
- Dover
- Foxborough
- Franklin
- Holbrook
- Medfield
- Medway
- Millis
- Milton
- Needham
- Norfolk
- Norwood
- Plainville
- Quincy
- Randolph
- Sharon
- Stoughton
- Walpole
- Wellesley
- Westwood
- Weymouth
- Wrentham

## CDP
- Bellingham
- Dover
- Foxborough
- Medfield
- Millis-Clicquot
- Sharon
- Walpole